# Ruggero di Wendover
Ruggero di Wendover (Wendover ?, ... – St Albans, 6 maggio 1236) è stato un cronista inglese del XIII secolo.

## Biografia
In data non accertata diventò un monaco benedettino nell'abbazia di St Albans. In seguito fu nominato priore del monastero di Belvoir, ma rinunciò a tale carica nei primi anni del regno di Enrico III, essendo stato accusato di fare cattivo uso dei privilegi da essa derivanti.  
La sua opera più famosa è il Flores Historiarum (I fiori della storia), una cronaca basata in gran parte su materiale già esistente a St Albans. Si ritiene che la prima parte dell'opera sia stata compilata da Giovanni de Cella (John de Cella, noto anche come John of Wallingford), che fu abate dell'abbazia di St Albans dal 1195 al 1214, e autore della Chronica Joannis Wallingford, ma la cosa non è del tutto accertata. 
La stesura della cronaca fu avviata nel 1188 e via via continuata fino al 1235, l'anno prima della sua morte. Nella prefazione Ruggero dichiara di aver scelto il materiale "dai libri di scrittori cattolici meritevoli di credito, così come fiori di vari colori si colgono da diversi campi". Iniziato a St Albans, il lavoro fu concluso a Westminster traendo dalla Chronica di Matteo Paris, che continua fino al 1326. L'opera fu per molto tempo attribuita a un "Matteo di Westminster", ma ora si sa che un cronista di tale nome non è mai esistito.    
Il valore dell'opera sta soprattutto nella narrazione dettagliata e vivace degli eventi a lui contemporanei, dal 1216 al 1235, compresa la concessione della Magna Carta. Un esempio è la descrizione delle azioni militari delle truppe di Giovanni d'Inghilterra durante la guerra degli ultimi anni del suo regno: